# Institut for Geovidenskab og Naturforvaltning
Institut for Geovidenskab og Naturforvaltning (forkortet IGN) er et institut ved Københavns Universitet som blev dannet 1. januar 2013 ved en fusion af Institut for Geografi og Geologi og Center for Skov, Landskab og Planlægning ved Det Natur- og Biovidenskabelige Fakultet
Instituttet beskæftiger ca. 350 personer (2021) og består af fem sektioner:
- Sektion for Geografi
- Sektion for Geologi
- Sektion for Skov, Natur og Biomasse
- Sektion for Landskabsarkitektur og Planlægning
- Skovskolen

## Ekstern henvisning
- Instituttets hjemmeside

|  | Denne artikel kan blive bedre, hvis der indsættes geografiske koordinater Denne artikel omhandler et emne, som har en geografisk lokation. Du kan hjælpe ved at indsætte koordinater i wikidata. |